# NPO 3 Extra
NPO 3 Extra was een Nederlands digitaal themakanaal van de Publieke Omroep dat vanaf oktober 2006 uitzond. De zender was via internet te ontvangen (bijvoorbeeld via npo.nl), maar ook als digitaal themakanaal op de televisie. Op 10 maart 2014 kreeg de zender de naam NPO 101, daarvoor heette hij 101 TV. Sinds 26 maart 2018 heette de zender NPO 3 Extra. De zender heeft zijn uitzendingen gestopt op dinsdag 25 december 2018.

## Geschiedenis
Het kanaal was vooral gericht op een jeugdig publiek (13-34 jaar) en zond 24 uur per dag programma's uit voor deze doelgroep. De programma's die uitgezonden werden waren deels herhalingen van diverse publieke omroepen, maar ook nieuwe (experimentele) programma's die bijvoorbeeld nog niet op een 'open kanaal' terecht konden of hoorden. Zo startte YouTube-kanaal 101Barz als programma op 101 TV.
De naam 1-0-1 stond voor one-on-one ofwel een-op-een, wat duidt op het nagestreefde toekomstige interactieve karakter van het kanaal.
NPO 3 Extra had een overeenkomst met 3FM om opmerkelijke radiofragmenten en gehele uitzendingen van Domien, jouw ochtendshow en Ekstra Weekend uit te zenden. Daarnaast werden ook ieder jaar Serious Request, Pinkpop, Lowlands en vele andere festivals en evenementen rechtstreeks uitgezonden.
Op 20 november 2018 maakte de NPO bekend dat NPO 3 Extra op dinsdag 25 december zou stoppen met uitzenden. De content van deze zender zou naar de website van NPO 3 verhuizen.

## Beeldmerk

Het logo van 101 TV gebruikt t/m 10 maart 2014.
Het logo van NPO 101 gebruikt van 10 maart 2014 t/m 26 maart 2018.
Het logo van NPO 3 Extra van 26 maart 2018 t/m 25 december 2018.